# Sportgemeinschaft Dynamo Dresden 1998-1999
Questa voce raccoglie le informazioni riguardanti la Sportgemeinschaft Dynamo Dresden nelle competizioni ufficiali della stagione 1998-1999.

## Stagione
Nella stagione 1998-1999 la Dinamo Dresda, allenato da Werner Voigt, Damian Halata, Colin Bell e Rolf Schafstall, concluse il campionato di Regionalliga nordest all'11º posto.

## Rosa
| N. |                     | Ruolo | Calciatore        |
| -- | ------------------- | ----- | ----------------- |
|    | Serbia (bandiera)   | P     | Boris Jovanovic   |
|    | Germania (bandiera) | P     | Thomas Köhler     |
|    | Germania (bandiera) | D     | Marcus Claus      |
|    | Germania (bandiera) | D     | Rene Groth        |
|    | Ungheria (bandiera) | D     | László Kardos     |
|    | Germania (bandiera) | D     | Dirk Oberritter   |
|    | Germania (bandiera) | D     | Jens Reckmann     |
|    | Germania (bandiera) | D     | Daniel Rosin      |
|    | Germania (bandiera) | C     | Stefan Bernhardt  |
|    | Polonia (bandiera)  | C     | Arkadiusz Gaca    |
|    | Germania (bandiera) | C     | Matthias Großmann |
|    | Polonia (bandiera)  | C     | Antoni Jeleń      |
|    | Germania (bandiera) | C     | Frank Kaiser      |

| N. |                       | Ruolo | Calciatore       |
| -- | --------------------- | ----- | ---------------- |
|    | Croazia (bandiera)    | C     | Robert Kovačić   |
|    | Slovacchia (bandiera) | C     | Radoslav Kozinga |
|    | Slovacchia (bandiera) | C     | Ladislav Kuna    |
|    | Germania (bandiera)   | C     | Kai Metzner      |
|    | Germania (bandiera)   | C     | René Schmidt     |
|    | Germania (bandiera)   | C     | Sascha Schönfeld |
|    | Germania (bandiera)   | C     | Silvio Schröter  |
|    | Germania (bandiera)   | C     | Falk Terjek      |
|    | Germania (bandiera)   | C     | Jens Wahl        |
|    | Germania (bandiera)   | A     | Torsten Gütschow |
|    | Germania (bandiera)   | A     | Rico Hanke       |
|    | Ungheria (bandiera)   | A     | Gabor Nagy       |
|    | Germania (bandiera)   | A     | Nico Patschinski |

## Organigramma societario
Area tecnica
- Allenatore: Colin Bell
- Allenatore in seconda:
- Preparatore dei portieri:
- Preparatori atletici:
- Analisi video:

## Calciomercato

### Sessione estiva
| Acquisti | Acquisti         | Acquisti          | Acquisti |
| R.       | Nome             | da                | Modalità |
| -------- | ---------------- | ----------------- | -------- |
| A        | Nico Patschinski | Babelsberg        |          |
| C        | Arkadiusz Gaca   | Ruch Chorzów      |          |
| D        | László Kardos    | Fortuna Magdeburg |          |
| A        | Gabor Nagy       | Rot-Weiß Erfurt   |          |
| C        | René Schmidt     | Zwickau           |          |

| Cessioni | Cessioni         | Cessioni        | Cessioni |
| R.       | Nome             | a               | Modalità |
| -------- | ---------------- | --------------- | -------- |
| C        | Alexander Besser | Zwickau         |          |
| C        | Steffen Binke    | Dresdner SC     |          |
| A        | Hagen Fritzsche  | Dresdner SC     |          |
| P        | René Groß        | Zwickau         |          |
| D        | Stefan Kirsten   | Bischofswerdaer |          |
| A        | Rocco Milde      | Zwickau         |          |
| D        | Jan Schmidt      | Chemnitz        |          |

### Sessione invernale
| Acquisti | Acquisti         | Acquisti          | Acquisti |
| R.       | Nome             | da                | Modalità |
| -------- | ---------------- | ----------------- | -------- |
| D        | Marcus Claus     | Carl Zeiss Jena   |          |
| P        | Boris Jovanovic  | Lokomotive Lipsia |          |
| C        | Robert Kovačić   | Union Berlino     |          |
| C        | Radoslav Kozinga | Rimavská Sobota   |          |

| Cessioni | Cessioni | Cessioni | Cessioni |
| R.       | Nome     | a        | Modalità |
| -------- | -------- | -------- | -------- |

## Risultati

### Regionalliga nordest

#### Girone di andata
| Arbitro: | Bley |

|                       |           |  |
| Küttner 12’ Mimuß 55’ | Marcatori |  |

| Arbitro: | Köpp |

|                                |           |                     |
| Riedel 18’ (aut.) Gütschow 66’ | Marcatori | 2’ Weiß 42’ Brömßer |

| Arbitro: | Voigt |

|  |           |                        |
|  | Marcatori | 20’ Nagy 25’ Schönfeld |

| Arbitro: | Reimer |

|                                                  |           |               |
| Gütschow 41’ (rig.) Patschinski 71’ Schröter 80’ | Marcatori | 22’ Wiedemann |

| Arbitro: | Richter |

|                       |           |          |
| Koslov 47’ Sugzda 70’ | Marcatori | 80’ Nagy |

| Arbitro: | Dommaschk |

|  |           |                |
|  | Marcatori | 62’ Thielemann |

| Arbitro: | Robel |

|               |           |                           |
| Schiemann 80’ | Marcatori | 13’, 18’ Kaiser 63’ Hanke |

| Arbitro: | Weise |

|                         |           |                       |
| Reckmann 30’ Köhler 89’ | Marcatori | 59’ Reimer 69’ Thieme |

| Arbitro: | Kiefer |

|                  |           |  |
| Hammermüller 70’ | Marcatori |  |

| Arbitro: | Koop |

|                              |           |               |
| Patschinski 35’ Schröter 47’ | Marcatori | 11’ Brestrich |

| Arbitro: | Wendorf |

|                        |           |            |
| Hanke 20’ Gütschow 90’ | Marcatori | 5’ Schmidt |

| Arbitro: | Keßler |

|            |           |  |
| Wójcik 37’ | Marcatori |  |

| Arbitro: | Pleßke |

|  |           |            |
|  | Marcatori | 32’ Härtel |

| Arbitro: | Sax |

|                                             |           |  |
| Rusayev 19’ Gerstner 60’ (rig.) Azevedo 86’ | Marcatori |  |

| Arbitro: | Sturm |

|              |           |           |
| Gütschow 88’ | Marcatori | 58’ Milde |

| Arbitro: | Reck |

|                |           |                 |
| Vrcic 12’, 89’ | Marcatori | 66’ Patschinski |

| Arbitro: | Weise |

|               |           |                   |
| Schönfeld 73’ | Marcatori | 70’ Block 80’ Lau |

#### Girone di ritorno
| Arbitro: | Keßler |

|             |           |                                     |
| Gütschow 8’ | Marcatori | 3’ Malacarne 30’ Dittgen 77’ Jülich |

| Arbitro: | Voigt |

|                          |           |          |
| Weiß 7’, 53’ Walther 45’ | Marcatori | 25’ Nagy |

| Arbitro: | Richter |

|  |           |           |
|  | Marcatori | 36’ Binke |

| Arbitro: | Dommaschk |

|              |           |  |
| Wiedemann 2’ | Marcatori |  |

| Arbitro: | Scheibel |

|                      |           |  |
| Patschinski 40’, 41’ | Marcatori |  |

| Arbitro: | Bley |

|                                       |           |                          |
| Zweigler 18’ Tautenhahn 66’ Skela 87’ | Marcatori | 42’ (rig.) Wahl 48’ Nagy |

| Arbitro: | Melms |

|            |           |  |
| Kaiser 90’ | Marcatori |  |

| Arbitro: | Köpp |

|               |           |                 |
| Kietzmann 59’ | Marcatori | 72’ Patschinski |

| Arbitro: | Kokel |

|              |           |             |
| Großmann 90’ | Marcatori | 20’ Lischke |

| Arbitro: | Robel |

|                            |           |          |
| Krznaric 52’ Brestrich 90’ | Marcatori | 72’ Nagy |

| Arbitro: | Binkowski |

|          |           |  |
| Kunze 2’ | Marcatori |  |

| Dresda 9 aprile 1999, ore 20:00 CEST 29ª giornata | Dinamo Dresda | 0 – 0 referto | Magdeburgo | Rudolf-Harbig-Stadion (3 324 spett.)\| Arbitro: \| Seeger \| |
| Arbitro:                                          | Seeger        |               |            |                                                              |

| Arbitro: | Cyrklaff |

|                      |           |                       |
| Menze 32’ Struck 55’ | Marcatori | 28’ Wahl 58’ Schröter |

| Arbitro: | Reimer |

|                                             |           |  |
| Patschinski 14’, 84’ Hanke 69’ Schröter 72’ | Marcatori |  |

| Arbitro: | Pleßke |

|             |           |                                |
| Popović 35’ | Marcatori | 24’, 65’ Patschinski 85’ Hanke |

| Arbitro: | Voigt |

|                                     |           |  |
| Jeleń 7’ Patschinski 85’ Terjek 90’ | Marcatori |  |

| Arbitro: | Kiefer |

|           |           |                 |
| Bengs 65’ | Marcatori | 88’ Patschinski |

## Statistiche

### Statistiche di squadra
| Competizione         | Punti | In casa | In casa | In casa | In casa | In casa | In casa | In trasferta | In trasferta | In trasferta | In trasferta | In trasferta | In trasferta | Totale | Totale | Totale | Totale | Totale | Totale | DR |
| Competizione         | Punti | G       | V       | N       | P       | Gf      | Gs      | G            | V            | N            | P            | Gf           | Gs           | G      | V      | N      | P      | Gf     | Gs     | DR |
| -------------------- | ----- | ------- | ------- | ------- | ------- | ------- | ------- | ------------ | ------------ | ------------ | ------------ | ------------ | ------------ | ------ | ------ | ------ | ------ | ------ | ------ | -- |
| Regionalliga nordest | 38    | 17      | 7       | 5       | 5       | 25      | 17      | 17           | 3            | 3            | 11           | 18           | 27           | 34     | 10     | 8      | 16     | 43     | 44     | -1 |
| Totale               | 38    | 17      | 7       | 5       | 5       | 25      | 17      | 17           | 3            | 3            | 11           | 18           | 27           | 34     | 10     | 8      | 16     | 43     | 44     | -1 |

### Andamento in campionato
| Giornata  | 1  | 2  | 3  | 4 | 5 | 6  | 7 | 8 | 9  | 10 | 11 | 12 | 13 | 14 | 15 | 16 | 17 | 18 | 19 | 20 | 21 | 22 | 23 | 24 | 25 | 26 | 27 | 28 | 29 | 30 | 31 | 32 | 33 | 34 |
| --------- | -- | -- | -- | - | - | -- | - | - | -- | -- | -- | -- | -- | -- | -- | -- | -- | -- | -- | -- | -- | -- | -- | -- | -- | -- | -- | -- | -- | -- | -- | -- | -- | -- |
| Luogo     | T  | C  | T  | C | T | C  | T | C | T  | C  | C  | T  | C  | T  | C  | T  | C  | C  | T  | C  | T  | C  | T  | C  | T  | C  | T  | T  | C  | T  | C  | T  | C  | T  |
| Risultato | P  | N  | V  | V | P | P  | V | N | P  | V  | V  | P  | P  | P  | N  | P  | P  | P  | P  | P  | P  | V  | P  | V  | N  | N  | P  | P  | N  | N  | V  | V  | V  | N  |
| Posizione | 16 | 15 | 11 | 8 | 8 | 12 | 9 | 9 | 11 | 9  | 9  | 10 | 10 | 11 | 11 | 12 | 12 | 12 | 13 | 14 | 14 | 13 | 13 | 12 | 13 | 13 | 13 | 13 | 14 | 14 | 13 | 12 | 11 | 11 |

Legenda:

Luogo: C = Casa; T = Trasferta. Risultato: V = Vittoria; N = Pareggio; P = Sconfitta.

### Statistiche dei giocatori
| S. Bernhardt   | 21 | 0  | 0  | 0 |
| M. Claus       | 4  | 0  | 1  | 0 |
| A. Gaca        | 0  | 0  | 0  | 0 |
| R. Groth       | 21 | 0  | 2  | 1 |
| M. Großmann    | 31 | 1  | 6  | 0 |
| T. Gütschow    | 20 | 5  | 2  | 0 |
| R. Hanke       | 29 | 4  | 3  | 0 |
| A. Jeleń       | 32 | 1  | 15 | 2 |
| B. Jovanovic   | 9  | 0  | 0  | 0 |
| F. Kaiser      | 25 | 3  | 5  | 0 |
| L. Kardos      | 18 | 0  | 4  | 0 |
| E. Keller      | 2  | 0  | 0  | 0 |
| R. Kovačić     | 0  | 0  | 0  | 0 |
| R. Kozinga     | 10 | 0  | 3  | 0 |
| L. Kuna        | 2  | 0  | 0  | 0 |
| T. Köhler      | 23 | 1  | 0  | 1 |
| K. Metzner     | 1  | 0  | 0  | 0 |
| G. Nagy        | 25 | 5  | 6  | 0 |
| D. Oberritter  | 31 | 0  | 4  | 1 |
| N. Patschinski | 32 | 12 | 5  | 0 |
| C. Rautenberg  | 1  | 0  | 0  | 0 |
| J. Reckmann    | 25 | 1  | 6  | 0 |
| D. Rosin       | 0  | 0  | 0  | 0 |
| R. Schmidt     | 2  | 0  | 0  | 0 |
| S. Schröter    | 29 | 4  | 5  | 0 |
| S. Schönfeld   | 23 | 2  | 2  | 1 |
| F. Terjek      | 22 | 1  | 5  | 0 |
| J. Wahl        | 25 | 2  | 3  | 1 |